# ¡Es mi hombre!
¡Es mi hombre! es una comedia española estrenada en 1966, coescrita y dirigida por Rafael Gil y protagonizada  por José Luis López Vázquez y Soledad Miranda.
Se trata de una adaptación cinematográfica del sainete homónimo de Carlos Arniches, que había sido llevado al cine en 1927 por Carlos Fernández Cuenca y en 1935 por Benito Perojo.

## Sinopsis
Antonio Jiménez es un pobre empleado que ha perdido su puesto de trabajo como agente inmobiliario en Madrid tras una estafa que ha supuesto la caída de un edificio, que estaba construido con materiales de pésima calidad. Es viudo y vive con su hija Leonor, que está enferma. Ambos pasan por serias dificultades económicas y están agobiados por las crecientes deudas. Antonio recurre a su amigo Mariano, que le consigue trabajo como vigilante de seguridad en una sala de fiestas.

## Reparto
- José Luis López Vázquez como Antonio Jiménez
- Soledad Miranda como Leonor Jiménez
- Mercedes Vecino como Sole
- Rafael Alonso como Mariano
- Sancho Gracia como Jefe banda Sing-Sing
- José Marco Davó como D. Felipe
- Rafaela Aparicio como Señora Calixta
- Ángel de Andrés como Portero Club Pinky
- Alfonso del Real como Don Paco Maluenda
- Julia Caba Alba como Sra. de D. Felipe
- Roberto Camardiel como Don Tarsio